# Ombadja
Ombadja (fins al 1975, Santa Clara) és un municipi d'Angola, a la província de Cunene. Té una extensió de 12.264 km² i 290.077 habitants. Comprèn les comunes de Xangongo, Ombala-Yo-Mungo, Naulila, Humbe i Mucope. Limita al nord amb els municipis de Cuvelai, Cuanhama i Namacunde, al sud amb la República de Namíbia i a l'oest amb els municipis de Curoca i Cahama.